# Nachtschicht – Cash & Carry
Nachtschicht – Cash & Carry ist ein deutscher Fernsehfilm von Lars Becker aus dem Jahr 2019. Der sechzehnte Teil der ZDF-Krimireihe Nachtschicht hatte auf dem Filmfest Hamburg am 27. September 2019 seine Premiere. Die TV-Erstausstrahlung erfolgte am 4. Mai 2020 im ZDF.

## Handlung
Kommissar Erich Bo Erichsen und sein Kollege Elias Zekaries sind nachts unterwegs, um den Haftbefehl gegen Norman Melchior zu vollstrecken. Diesem gelingt jedoch die Flucht und er sucht Unterschlupf bei seinem Kumpel Balou Dieudonné, mit dem er noch in der gleichen Nacht auf Beutezug geht. Mit einem gestohlenen Gabelstapler vom Straßenbauamt reißen sie einen Geldautomaten aus einer Wand. Dabei kommt ihnen eine Polizeistreife in die Quere. Beamter Harry Tönnies greift ein und wird von Melchior erschossen. Seine Kollegin Milla schießt zwar zurück, kann die beiden aber nicht an der Flucht hindern. Da beide maskiert waren, gibt es keine sichere Identifizierung der Täter.
Aufgrund der Zeugenaussage eines Busfahrers finden Erichsen und Zekaries die Spur zu Balou Dieudonné. Dieser leugnet zwar etwas mit dem Raub zu tun zu haben, doch da der Transporter mit dem Tresor auf einem großen Parkplatz in der Nähe aufgefunden wird, nehmen die Beamten Dieudonné mit auf die Wache. Dort gibt es Schwierigkeiten mit den Kollegen, die aufgrund des Kollegenmords alle angespannt sind und nun auch rassistische Probleme dazu kommen. Selbst Milla bekommt disziplinarische Probleme, weil sie sich mit der Exfrau ihres ermordeten Kollegen angelegt hat. Ihr Vorgesetzter, Ömer Kaplan, suspendiert sie daraufhin, was Milla noch mehr verärgert. Nachdem Dieudonné mangels Beweisen nicht in Haft behalten werden kann, nimmt sich Milla gemeinsam mit ihrer Kollegin Astrid Kühne vor, die Sache in die eigenen Hände zu nehmen und sich dabei auch die Beute besorgen. Kaum haben sie das Geld, erfolgt eine Razzia in der Stammkneipe der Täter, doch die haben sich nach der Geldübergabe an Milla getrennt, sodass nur Dieudonné festgenommen werden kann und Melchior weiter auf der Flucht ist. Dabei erschießt er seinen Informanten Süleyman Jammal im Streit und bringt ihn sogar in seiner großspurigen Art zum Polizeirevier. Milla stellt Melchior und ist fest entschlossen ihn zu erschießen. Erichsen und seine Kollegin Brenner gehen dazwischen und im Handgemenge wird Melchior angeschossen und dann festgenommen.
Brenner ertappt Astrid Kühne mit dem Geld in der Umkleidekabine, weil sie es dorthin mitgenommen hatte in der Annahme, dass dies ein sicheres Versteck wäre.

## Hintergrund
Die Dreharbeiten erfolgten vom 6. November bis zum 10. Dezember 2018 in Hamburg.

## Rezeption

### Einschaltquote
Bei der Erstausstrahlung am 4. Mai 2020 im ZDF erreichte der Film 6,96 Millionen Zuschauer und 20,4 Prozent des Gesamtmarktanteils.

### Kritik
Rainer Tittelbach von Tittelbach-TV meinte: „Nachtschicht“ „konzentriert sich diesmal auf nur einen Fall, der allerdings seine Kreise zieht und eine Reihe von Menschen mit hineinreißt in ein blutiges Kapitalverbrechen. Ausgangspunkt allen Übels ist – wenn man so will – der ganz alltägliche Rassismus, der in der Episode eine wesentliche Rolle spielt. Auch in den Reihen der Gesetzeshüter. Die Assimilation der Polizei an die Gepflogenheiten des Milieus spiegelt sich in dieser Episode besonders in der Sprache wider. So sehr ‚Cash & Carry‘ mit seinen Tonlagenwechseln (ironisch, traurig, spannend) und mit seinen Kriminellen, die alle keine Leuchten sind, auch bigger than life sein mag, so nah ist dieser „realistische“ Genrefilm gesellschaftspolitisch am Puls der Zeit. Über die Diskriminierung von Minderheiten lassen sich Themenfilme machen, ein solcher Kiez-Krimi ist vielleicht sogar ‚ehrlicher‘“.
Bei Quotenmeter.de wertete Sidney Schering: Der Regisseur zeigt diesmal „eine Polizei, die sich ungesund mit dem Milieu assimiliert hat, das sie überwachen soll, und gleichzeitig ihren Kolleginnen und Kollegen, die nicht denselben Hintergrund haben wie sie, mangelnde Integration vorwirft.“ Man erlebt „das Pulverfass innerhalb der Polizei, das die wahre antagonistische Gewalt darstellt. Verpackt in eine gewohnt stylische Großstadt-bei-Nacht-Atmosphäre und zügig gleitend erzählt, bleibt ‚Nachtschicht – Cash & Carry‘ dabei spannende, schnörkellose TV-Spannungsunterhaltung, statt erzieherisch rüberzukommen.“
Ursula Scheer von der FAZ schrieb: „in der Episode [ist] wieder alles dabei, was die Reihe auszeichnet: lebensnahe Figuren, Dialoge, die den Leuten aufs Maul schauen, eine von abends bis morgens Haken schlagende Verbrecherjagd inklusive Geiselnahme. Es geht um Liebe und Tod, Dummheit und Heldenmut, Freundschaft und Kaltherzigkeit, Gier und Großzügigkeit. Am Ende ist nicht alles gut. Wie könnte es auch. Aber es ist auch nicht alles verloren. Solange es Polizisten wie die von der ‚Nachtschicht‘ gibt, sowieso nicht.“